# 우다오커우

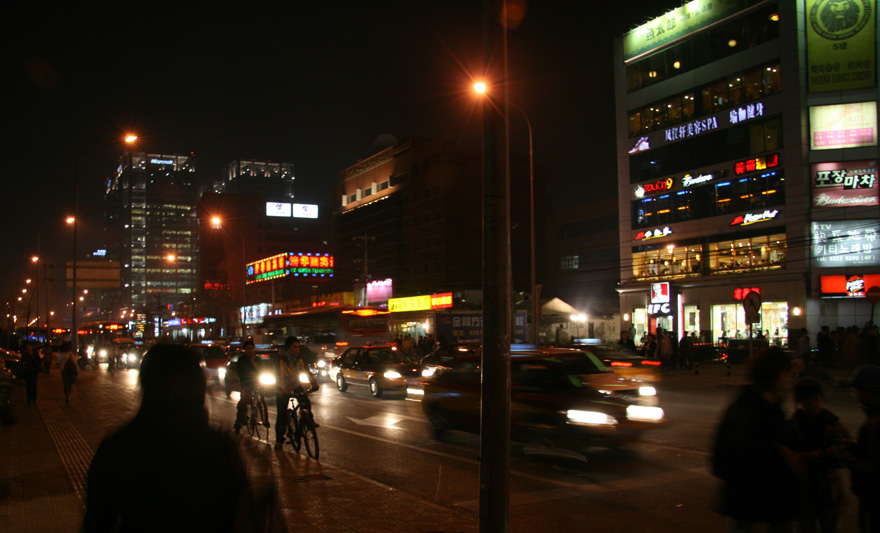
우다오커우

우다오커우(중국어: 五道口)는 베이징 시 하이뎬 구(海淀区) 학원로(學院路)에 위치해 있는 대학촌이다.
일찍이 거슬러 우리나라의 삼일운동 전후로 외교적 노력, 자강과 독립의 광복 운동 시기로부터 관계를 맺었던 베이징의 칭화 대학 등이 자리한 우다오커우는 대한민국의 유학생들이 중화인민공화국과 수교가 된 90년대 초반부터 이곳에 있는 대학에 와서 유학을 했던 곳이다. 유학생들의 수요를 충족시키기 위해 자연스럽게 개발된 곳이 바로 우다오커우 코리아타운의 상가이었다. 이곳에는 주로 한국인들이 직접 경영하거나 조선족과 합작으로 운영하는 상점들이 많이 놓여 있다. 처음에는 주로 식당을 중심으로 발전하다가 90년 대 후반부터는 미용실, 옷가게, 호프집, 당구장, 수영장, 노래방, 카페 등 다양한 종목의 상점들이 들어섰다. 우다오커우는 해외 유학생들에게 있어서 한국의 정취를 느낄 수 있는 곳이라는 의미 외에, 중국의 대학생들, 지식인들과 문화적, 학술적 교류를 하고, 여러 정보와 만남을 이루는 곳이기도 하다. 현재 이 일대의 한국인 평균 유동 인구는 약 2,000여 명에 이른다고 한다. 다시 말해, 유학생 7명 중 1명은 매일 이곳을 찾는다는 얘기이다. 이러한 추세로 볼 때, 베이징시 우다오커우의 상권은 앞으로도 계속적으로 경쟁력을 확보할 수 있을 것으로 보인다.